# Peixe robô

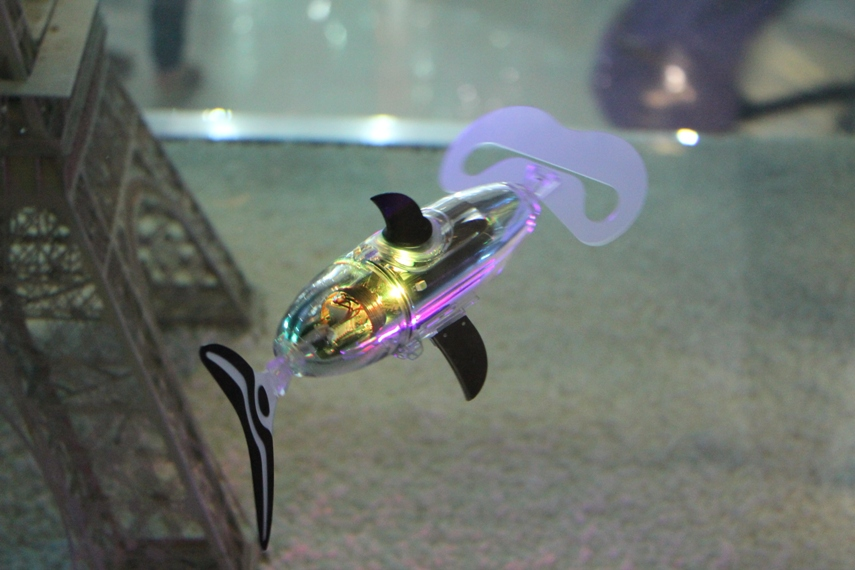
Peixe robô Jessiko na 2012 World Expo.

Um peixe robô é um tipo de robô biônico, que tem a forma e a locomoção de um peixe vivo. Um peixe robô é uma combinação de dados biológicos e robótica.  Desde que o Instituto de Tecnologia de Massachusetts publicou suas pesquisas em 1989, foram publicados mais de 400 artigos sobre peixes-robô.

## Exemplos

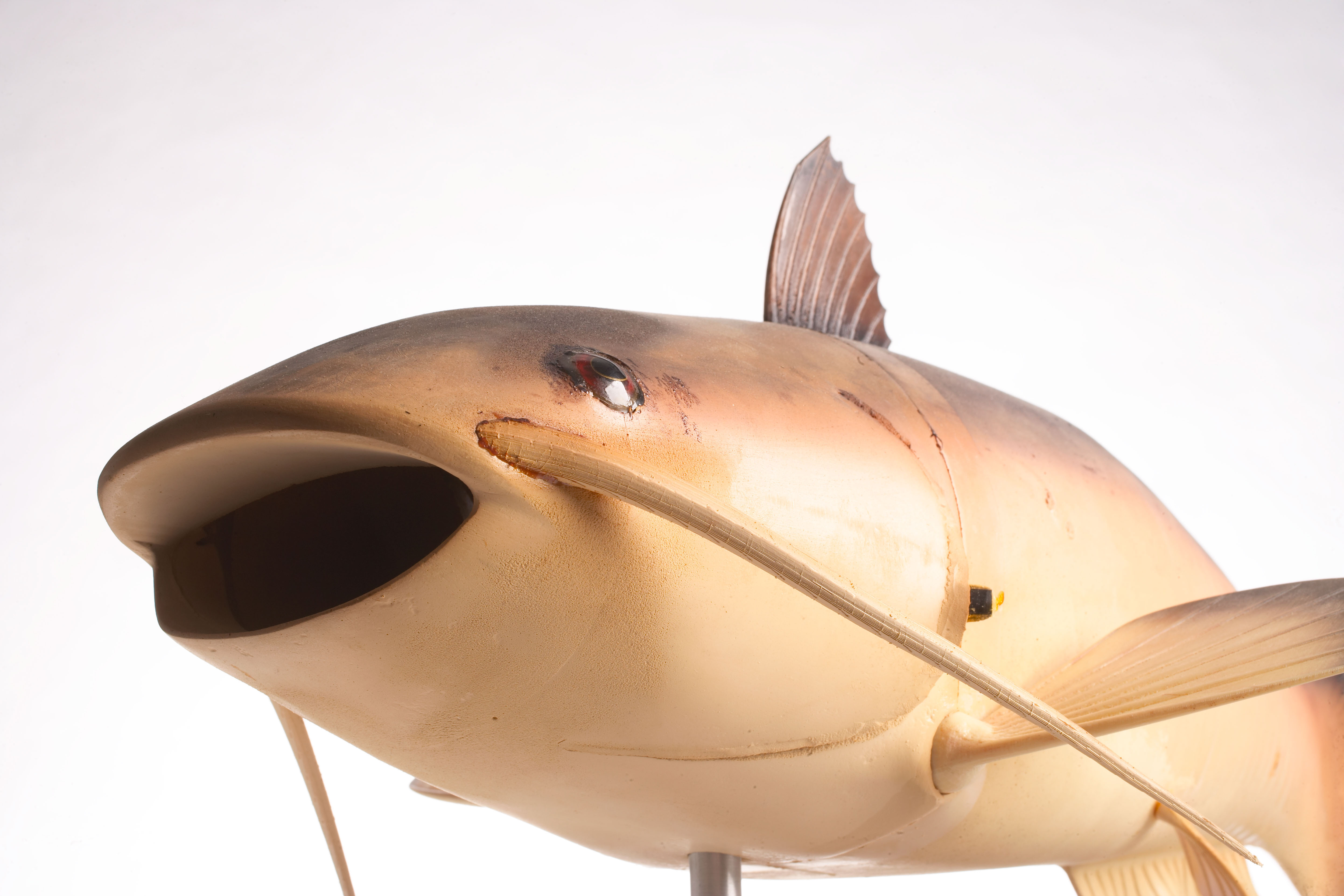
"Charlie", um peixe-gato robótico construído pela CIA

- O RoboTuna é um peixe robótico com a forma e a função do verdadeiro atum, que foi projetado e construído por uma equipe de cientistas do Instituto de Tecnologia de Massachusetts (MIT). Possui um sistema complicado de cabos e polias de aço inoxidável que atuam como músculos e tendões. O corpo externo é composto por uma camada flexível de espuma coberta com Lycra, uma fibra elástica de poliuretano, para simular a flexibilidade e a suavidade da pele do atum. [6]

- Nos anos 90, o Escritório de Tecnologias Avançadas da CIA construiu um peixe-gato robótico chamado "Charlie" como parte de um estudo da viabilidade de veículos subaquáticos não tripulados. O robô foi projetado para coletar informações subaquáticas de inteligência e água enquanto não foi detectado e foi controlado por um aparelho de rádio sem fio de linha de visão. [7]

- O Robot Pike é o primeiro peixe robô de natação livre do mundo projetado e construído por uma equipe de cientistas do MIT. É controlado pela intervenção humana. O complexo sistema de computador interpreta os comandos e retorna os sinais para cada mecanismo no peixe-robô. Tem uma pele composta de borracha de silicone e um exoesqueleto de fibra de vidro enrolado por mola que torna o peixe-robô flexível. Pode acelerar a uma taxa de oito a doze metros por segundo na água, mas não pode evitar obstruções porque não está equipado com sensores. [8]

- O Essex Robotic Fish foi construído por cientistas da Universidade de Essex. Pode nadar autonomamente como um peixe real e conseguir diferentes tipos de deslocamento. Possui quatro computadores, cinco motores e mais de dez sensores colocados em vários locais do corpo. Pode nadar em torno de um tanque e evitar objetos, e também pode se adaptar a estímulos incertos e imprevisíveis em seu ambiente. Pretende-se ter uma ampla gama de usos, incluindo exploração no fundo do mar, detecção de vazamentos em oleodutos, exploração da vida marinha e espionagem. [9]

- O peixe robótico SPC-03 foi projetado pela Academia Chinesa de Ciências (CASIA). Pode nadar a 1,23 metros da fonte controladora na água. É estável, com partículas em seu design e é controlado remotamente por técnicos. Pode trabalhar de 2 a 3 horas imersas na velocidade máxima de 4  km / h. O peixe pode capturar e transferir fotos, realizar cartografia dos fundos subaquáticos e transportar pequenos objetos. [10]